# Ґейзінґ
Ґейзінґ, Ґезінґ або Ґ'яльсінґ (гінді गेजिंग, англ. Geyzing, Gezing, Gyalshing) — поселення в Індії, адміністративний центр округу Західний Сіккім штату Сіккім. 

## Клімат
Селище знаходиться у зоні, котра характеризується океанічним кліматом субтропічних нагір'їв. Найтепліший місяць — серпень із середньою температурою 24.1 °C (75.3 °F). Найхолодніший місяць — січень, із середньою температурою 11.9 °С (53.4 °F).
| Клімат Ґейзінґа         | Клімат Ґейзінґа | Клімат Ґейзінґа | Клімат Ґейзінґа | Клімат Ґейзінґа | Клімат Ґейзінґа | Клімат Ґейзінґа | Клімат Ґейзінґа | Клімат Ґейзінґа | Клімат Ґейзінґа | Клімат Ґейзінґа | Клімат Ґейзінґа | Клімат Ґейзінґа | Клімат Ґейзінґа |
| Показник                | Січ.            | Лют.            | Бер.            | Квіт.           | Трав.           | Черв.           | Лип.            | Серп.           | Вер.            | Жовт.           | Лист.           | Груд.           | Рік             |
| Середній максимум, °C   | 18,1            | 19,8            | 24,7            | 27,3            | 27,7            | 28              | 27,3            | 27,5            | 27,3            | 26,7            | 23,9            | 20,4            | 24,9            |
| Середня температура, °C | 11,9            | 13,5            | 18              | 21,3            | 22,8            | 23,9            | 23,9            | 24,1            | 23,4            | 21,7            | 17,6            | 14              | 19,7            |
| Середній мінімум, °C    | 5,7             | 7,3             | 11,4            | 15,3            | 18              | 19,8            | 20,6            | 20,7            | 19,6            | 16,7            | 11,4            | 7,6             | 14,5            |
| Норма опадів, мм        | 11.8            | 18.4            | 27.2            | 69.8            | 173             | 373.8           | 549.2           | 412.3           | 347.2           | 95.4            | 10.9            | 6.6             | 2095.5          |
| ----------------------- | --------------- | --------------- | --------------- | --------------- | --------------- | --------------- | --------------- | --------------- | --------------- | --------------- | --------------- | --------------- | --------------- |
| Джерело: Weatherbase    |                 |                 |                 |                 |                 |                 |                 |                 |                 |                 |                 |                 |                 |

## Транспорт
Поселення зв'язане зі столицею штату Ґанґтоком асфальтованою автомобільною дорогою, до Західного Бенгалу можна дістатися через Джоретанґ. За декілька кілометрів на північ від Ґейзінґу розташоване ще одне місто — Пеллінґ.

## Туризм
Неподалік від Ґейзінґа розташована перша столиця Сіккіму — Юксом — збудована в 1642 році. іншими туристичними пам'ятками є монастир Пемаянґсте, збудований в 1640 році, що вважається найстарішим в Сіккімі, та озеро Кечеопалрі, легендарне тим, що жодного листка не має впасти на його поверхню. З міста вирушають багато трекінгових експедицій в гори, зокрема на гору Канченджанґа.

## Населення
Станом на 2001 рік населення містечка становило 823 мешканця, з них 59 % чоловіків. У місті діють дві англомовні школи та лікарня. Також тут розташований готель, яким володіє боллівудський актор Денні Дензонґпа.
Як і у більшій частині штату, найбільшою етнічною групою поселення є непальці, а найуживанішою мовою — непальська.